# Emirat
Emirat (arab. imarah, l. mnoga imarat) – islamskie państwo lub prowincja, którego panujący władca nosi tytuł emira. Odpowiednik zachodnioeuropejskiego księstwa.
1. Emirat zwykle odnosi się do prowincji, która jest zarządzana przez emira (np. region w Arabii Saudyjskiej zarządzany przez emira jest nazywany emiratem), chociaż po arabsku termin ten może być uogólniany, aby oznaczyć jakąkolwiek prowincję kraju, która jest zarządzana przez członka klasy rządzącej.
2. Przykład tego drugiego użycia można zobaczyć w Zjednoczonych Emiratach Arabskich, kraju składającym się z siedmiu federalnych emiratów.
3. Emirat może być też niepodległym krajem, jak Islamski Emirat Afganistanu, Katar, Kuwejt czy w przeszłości Emirat Północnokaukaski.

## Emiraty

### Emiraty historyczne
- Emirat Buchary
- Emirat Grenady
- Emirat Kaukaski
- Emirat Północnokaukaski
- Emirat Sycylii
- Emirat Tbilisi

### Emiraty współczesne
- Afganistan
- Katar
- Kuwejt
- Zjednoczone Emiraty Arabskie